# Peter Frederick Yeo
Peter Frederick Yeo (1929-2010) est un botaniste britannique.

## Œuvres
- « A revision of the genus Bergenia Moench (Saxifragaceae) », Kew Bulletin, 20 : 113-147, 1966.
- Hardy Geraniums, BT Batsford, London, 1985.